# Listă de localități din cantonul Glarus
În cantonul Glarus sunt în anul 2009, 25 comune.
| Stema        | Numele comunei | Locuitori 31 decembrie 2008 | Suprafața in km² | Locuitori/ km² |
| ------------ | -------------- | --------------------------- | ---------------- | -------------- |
| Betschwanden | Betschwanden   | 188                         | 9.75             | 19             |
| Bilten       | Bilten         | 1988                        | 15.81            | 126            |
| Braunwald    | Braunwald      | 328                         | 10.19            | 32             |
| Elm          | Elm            | 698                         | 90.81            | 8              |
| Engi         | Engi           | 635                         | 40.67            | 16             |
| Ennenda      | Ennenda        | 2604                        | 22.23            | 117            |
| Filzbach     | Filzbach       | 510                         | 13.87            | 37             |
| Glarus       | Glarus         | 5892                        | 69.27            | 85             |
| Haslen       | Haslen         | 1021                        | 15.86            | 64             |
| Linthal      | Linthal        | 1041                        | 131.23           | 8              |
| Luchsingen   | Luchsingen     | 1132                        | 30.67            | 37             |
|              | Matt           | 377                         | 41.18            | 9              |
| Mitlödi      | Mitlödi        | 1022                        | 6.23             | 164            |
| Mollis       | Mollis         | 3143                        | 21.87            | 144            |
| Mühlehorn    | Mühlehorn      | 440                         | 7.69             | 57             |
| Näfels       | Näfels         | 3953                        | 36.93            | 107            |
| Netstal      | Netstal        | 2858                        | 10.68            | 268            |
| Niederurnen  | Niederurnen    | 3939                        | 14.11            | 279            |
| Oberurnen    | Oberurnen      | 1932                        | 12.8             | 151            |
| Obstalden    | Obstalden      | 460                         | 23.8             | 19             |
| Riedern      | Riedern        | 720                         | 1.52             | 474            |
| Rüti GL      | Rüti (GL)      | 335                         | 6.15             | 54             |
| Schwanden GL | Schwanden (GL) | 2365                        | 30.64            | 77             |
| Schwändi     | Schwändi       | 482                         | 3.46             | 139            |
| Sool         | Sool           | 307                         | 13.27            | 23             |
|              | Total          | 38'237                      | 680.69           | 56             |